# Anthony Cornet
Anthony Cornet (2 de octubre de 1974) es un deportista francés que compitió en remo como timonel. Ganó una medalla de bronce en el Campeonato Mundial de Remo de 2000, en la prueba de dos con timonel.

## Palmarés internacional
| Campeonato Mundial | Campeonato Mundial | Campeonato Mundial | Campeonato Mundial |
| Año                | Lugar              | Medalla            | Prueba             |
| ------------------ | ------------------ | ------------------ | ------------------ |
| 2000               | Zagreb (Croacia)   | Medalla de bronce  | Dos con timonel    |